# پانیاکو
پانیاکو (به ایتالیایی: Pagnacco) یک کومونه در ایتالیا است که در استان اودینه واقع شده‌است.

## خصوصیات
پانیاکو ۱۴٫۹ کیلومترمربع مساحت و ۴٬۸۲۴ نفر جمعیت دارد.